# 교향곡 9번 (브루크너)

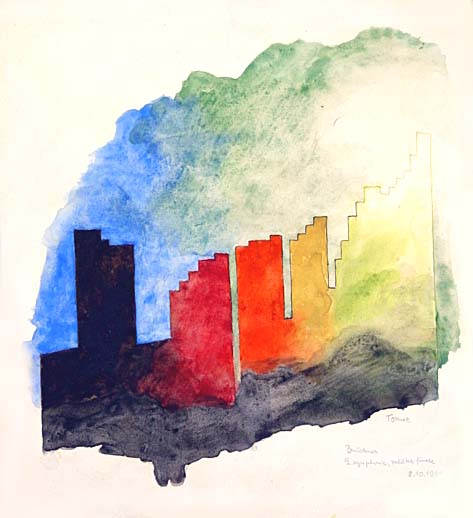
그림 '안톤 브루크너의 9번 교향곡'

교향곡 9번 라단조 WAB.109는 안톤 브루크너가 남긴 마지막 교향곡이다. 1896년 10월 11일에 작곡자가 타계했을 때, 4악장은 미완성인 채로 남았다. 실연 및 녹음 모두 완성이 된 1-3악장만 연주된다. 현재까지 4악장의 보필 완성을 시도하고 있고, 총 4악장 형태의 녹음도 조금씩이지만 점차 늘어나고 있다.

## 악기편성
플루트3, 오보에3, 클라리넷3, 바순3, 호른8 (5,8번은 바그너 튜바 겸함), 트럼펫3, 트롬본3, 튜바, 팀파니, 현5부(16, 16, 12, 12, 10)
이전에 사용된 편성을 기본적으로 답습하고 있다.

## 연주시간
연주 시간은 연주에 따라 차이가 있지만, 몇 개의 연주 실례를 바탕으로 연주 시간을 다음과 같이 소개하는 경우도 있다.
- 제1악장: 28분, 제2악장: 10분. 제3악장: 30분, 제4악장: 22분
- 총 연주시간: 1시간 30분

이 곡은 브루크너의 교향곡 중에서 연주시간이 가장 길며 1-3악장까지는 64분가량 걸린다고 소개하는 경우도 있다. 1악장보다 3악장이 더 짧은 연주도 있다.

## 악곡 해설

### 제1악장
Feierlich, misterioso (신비적으로 장중하게), 라단조, 2/2박자

### 제2악장
Scherzo. Bewegt, lebhaft - Trio. Schnell (스케르초. 가볍게, 쾌활하게 - 트리오, 급속히), 라단조, 4/3박자

### 제3악장
Adagio. Langsam, feierlich (아다지오. 느리게, 장중히), 마장조, 4/4박자

### 제4악장
Finale. Misterioso, nicht schnell (피날레. 신비롭게, 그러나 빠르지 않게), 라단조, 2/2박자, 자유로운 소나타 형식
시작은 팀파니의 불안한 A음 트레몰로 위에서 바이올린과 클라리넷으로 단편적인 선율이 나온다. 리듬형은 1번 1악장의 제1주제랑 비슷하다. 그 후 비올라랑 더블 베이스의 트레몰로랑 첼로랑 오보에의 리드미컬한 진행이 있은 뒤 바이올린이 가담해서 클라이맥스를 이룬 후에 조용해졌다가 베토벤 9번 1악장의 제1주제를 연상시키는 힘찬 동기가 라단조로 나온다. 이것이 음높이를 올리면서 반복되며 제1주재군을 이루는데 그 후 조용해지면 튜바군과 트럼본의 장엄한 코랄이 나온 뒤에 사장조의 부드러운 제2주제가 나온다. 이 주제는 제1주제의 진행과 강한 연관성을 가지고 있다.
그 후에 우아한 대선율이 등장하는데 플루트가 제2주제의 동기를 연주하고 나서는 템포를 늦추고 바이올린으로 새로운 선율이 등장하여 그것이 진행되어 가다가 템포를 원래대로 한 뒤 클라리넷이 주제를 연주하다가 다시 현이 이어받은 뒤 휴지부를 가진 체로 제2주제부는 종결된다. 그 후 저현의 음산한 트레몰로가 이어진 뒤 비올라랑 호른이 서주의 주제를 역진행한 음형을 연주한 뒤 목관과 바이올린으로 경쾌한 행진곡풍 악구가 이어진 뒤 '브루크너의 가장 인상적인 코랄 악절'이라 할 수 있는 마장조의 금관의 주제가 현의 셋잇단음표 패시지랑 함께 웅장하게 등장한다. 그 주제가 진행되어 가다가 다시 한 번 그 주제가 반복되면 저현의 반음계적 하행 트레몰로랑 금관의 불협화음으로 이 주제를 마친다. 그 후 코데타 주제로 플루트가 테 데움 제 1곡 도입부의 현의 패시지를 차용한 부드러운 하행 동기를 연주한다.
발전부에서는 코데타 주제가 등장한 뒤에 발전부로 넘어가는데 제시부랑 발전부의 섹션이 모호해진 셈이다. 어쨌든 테 데움 동기가 전개되어 가다가 코랄 주제의 현의 반주랑 유사한 리듬의 패시지가 현으로 나온 뒤 클라이맥스에 이른 뒤에 휴지가 있다. 그 후  코랄 주제의 현의 패시지의 변형이 관악기의 화음에 맞추어 전개된다. 그것이 강렬해진 뒤 진정되면 서주의 동기가 목관으로 전개된다. 그 후에 저현의 피치카토에 맞추어 현이 행진곡풍으로 제2주제를 전개한다. 그 후 제2주제의 대선율이 목관,현,호른 순으로 전개된다. 현의 힘찬 움직임이 있고 난후 트럼펫의 팡파르가 있고 난 뒤 재현부로 넘어간다.
재현부에서는 먼저 제1주제의 동기가 후반부가 살짝 변형된 체로 저현으로 제시되는데 이 동기는 발전부적 인상을 주는 장대한 푸가를 형성한다. 그 후 현으로 인해 푸가 동기의 자유로운 축소형이 가담하는 등 전개는 점점 더 복잡해져 가다가 행진곡풍의 전개가 이어지다가 장중한 클라이맥스에 도달하면 6번 피날레의 주요주제를 연상시키는 현의 움직임이 등장한 후 악보에 제시된 호른의 팡파르가 등장한다.
그 후 갑작스레 휴지가 이어지는데 '형언할 수 없는 고요함'을 느끼게 한다. 그 후 플루트,오보에,트럼펫의 패시지가 이어지고 나면 제2주제의 재현으로 넘어간다. 여기에는 제1바이올린의 세로운 대위선율이 가담하고 있다. 그 후 템포를 늦춰 제시부에서처럼 우아한 전개가 이어지는데 중간부에 초반부 동기의 전개형이 이어지는 등 제시부의 원형이랑은 차이가 있다. 그 후 템포를 원래대로 한 뒤 바이올린으로 제2주제의 전위형이 등장한 뒤 성가풍의 주제가 가단조로 오보에,클라리넷,제2바이올린,비올라로 연주된다. 그 후 경과부적인 진행이 이어지다가 트럼펫의 팡파르가 크레셴도 되어가는 등 정점을 맞이하려 하다가 금관으로 이전에 나온 성가풍의 동기가 클라이맥스를 형성한다. 그 후 조용해졌다가 현의 리드미컬한 패시지가 이어지다가 드디어 라장조로 코랄 주제가 테 데움 제1곡 전반부의 현의 반주 음형과 결합되는 장엄한 클라이맥스에 도달한다. (사족으로,피날레의 스케치에는 '우리들의 주를 찬양하는 노래'라고 적혀 있었고 코랄 주제 부분에서는 이예 '테 데움'이라고 표기되어 있었다고 한다.) 그 후 트럼펫과 목관으로 조용한 코랄풍 전개가 이어지다가 갑자기 음향이 커지더니 현악기군의 리드미컬한 전개가 이어진 뒤에 제1주제의 재현 후반부에 나온 호른의 팡파르가 나오고 그것이 전개되어가다가 1악장 제1주제의 총주 패시지가 등장한 뒤 휴지로 이어진다. 브루크너 자신이 직접 쓴 부분은 대략 여기까지이다.
코다에는 브루크너가 코다 부분의 초안 및 스케치를 많이 작곡했으나 듬성듬성 남겨져 있어 일부분이 편집자들의 연구 및 추정으로 채워져 구성된 부분이다. 여기서는 공식판본인 SMPC판의 코다에 대해 서술한다. 일단 비올라랑 첼로의 트레몰로에 실려 바이올린과 클라리넷으로 서주 주제의 역행형이 등장하는데 오보에의 응답은 분명 8번 1악장의 제1주제랑 유사하다. 그것이 반복되어가다가 크레셴도 되어 가지면 이전 악장의 주요 주제가 모두 결합되는 격렬한 클라이맥스에 도달한다. (막스 아우어의 브루크너 전기에 따르자면 1악장의 제1주제,4악장의 푸가 주제랑 코랄 주제,테 데움 제 5곡의 동기가 8번 피날레의 그것처럼 서로 결합되어 있었다고 한다.)
참고로 SMPC 판의 구성은 밑에 제시된 바와 같다. 목관과 호른은 피날레의 푸가 주제,튜바군과 트럼펫은 아다지오의 주요 주제,팀파니는 스케르초 주부의 리듬,트럼본과 저현은 1악장 제1주제의 총주 부분,바이올린은 테 데움 1부분 전반부 반주 패시지의 변형을 연주한다. 그 후 코랄 주제가 테 데움 1부분 전반부의 현의 패시지의 변형이랑 결합하는 장엄한 클라이맥스에 도달한 뒤 트럼펫의 조용한 코랄풍 악절이 크레셴도 되어가면서 트럼펫이 중심이 되는 장엄한 종결부에 도달한다. 그 부분에 대해서는 다음과 같은 설명이 필요할 것이다.
브루크너의 주치의였던 리하르트 헬러의 증언에 따르면, 브루크너는 종결부에 대해 "제2악장에서 할렐루야 테마를 피날레에 힘차게 가져와 이 곡을 사랑하는 하나님을 찬양하는 찬가로 마칠 것이다."라고 말했다는데 어느 교향곡의 2악장인지는 말하지 않았다. 그러면 궁금증이 생기는데 그가 말한 2악장은 어느 교향곡의 2악장이였을까?  장송곡인 7번의 2악장도 아니고,파괴적인 9번의 2악장은 더더욱 아닐 것이라고 한다. 그렇게 따지고 보자면 8번 2악장의 트리오의 다음 부분밖에 없을 것이라고 설명은 보충된다. 이 '천국의 계단 오르기' 같은 상승 음형은 '사랑하는 하나님을 찬양하는 찬가'에 어울리며 마지막 트럼펫 4음의 동기도 '할렐루야!'라 외치는 것처럼 들린다, 이 트럼펫 동기는 테 데움 1부분 전반부의 현의 패시지가 D장조로 변형된 현악기의 트레몰로가 반주한다. 호른은 제1악장의 개시 동기를 라장조로 연주하면서 트럼펫의 패시지를 반주한다. 이렇게 이 교향곡의 피날레는 눈부신 빛과 행복감에 싸여 절정에 이룬 뒤 승리의 트럼펫 소리에 의해 끝나게 된다.

## 4악장 및 그 완성본에 대해서

### 4악장의 보필 완성에 대해서

#### 캐러건 완성판 (1983년 ~ 2011년)
캐나다의 음악학자인 윌리엄 캐러건(William Carragan)은 교향곡 2번의 교정자이기도 하다. 이 4악장에 대한 보필은 1979년부터 1983년까지 이루어졌다.
탈고 이듬해인 1984년, 모세 아츠먼 지휘, 아메리카 교향악단 연주로 카네기 홀에서 초연했다. 요아프 타루미 지휘, 오슬로 필하모닉 오케스트라 연주로 영국 샹도스 사에 녹음되었으며, 연주 시간은 약 22분이다.또한 위의 "4악장 포함 연주 또는 4악장 연주" 항에서 언급한 원곡 단편 연주는 약 16분이다.
다음 항에서 기술하는 협회 인정의 4악장 공식판본인 SMPC판이나 이전의 보필완성판과 마찬가지로 1934년 출판된 오렐 교정의 자료가 부족하고 부정확한 피날레 초고를 기초로 하고 있으므로 브루크너적이지 못하다고도 평가된다.
캐러건은 1983년에 일단 4악장 완성판을 완성했지만, 이후 새로 발견된 자료를 바탕으로 내용을 개정했다.이 판은 2006년 9월 28일 나이토 아키라 지휘의 도쿄 뉴시티 관현악단 연주로 세계 초연 및 녹음됐다. 또한 이 연주회에서는 동시에 트리오 제2고의 세계 초연도 이루어졌다. 연주시간은 23분 남짓. 본 연주의 CD에 캐러건 해설이 있다.
그 후 캐러건은 2010년에 새로운 개정을 가해 게르트 샬라(영어판) 지휘의 필하모닉·페스티바(영어판)(뮌헨·필하모닉·관현악단, 바이에른 방송 교향악단, 바이에른 국립가극장 관현악단의 멤버와 수석 연주자들에 의한 오케스트라)의 녹음이 2011년에 발매되었다. 연주시간은 22분.

#### 노스 S. 요셉슨판
슈투트가르트 카를스 출판사에서 나온 1992년 완성된 판. 1997년 클라우스 알프 지휘 카이저슬라우테른 SWR 방송관현악단이 초연했다. 연주 시간 약 15분. 악기 편성은 원전판과 같다.

#### SMPC 완성판 (1986년 ~ 2011년)
캐러건의 수고와는 별개로 이탈리아의 작곡가 겸 지휘자인 니콜라 사말레(Nicola Samale)와 작곡가인 주세페 마츠카(Giuseppe Mazzuca)가 협력해 1986년에 정리 보필하여 제1판을 완성했다. SMPC 판본(사말레, 마추카, 필립스, 코어스 판본)의 초기 판본으로써 후에 2명이 참여하기 전에 판본이라 전술한 대로 자료 부족 때문인지 선행 3악장과는 약간 다른 서법이 되었다. 이후 제1판은 엘리아후 인발과 겐나지 로제스트벤스키에 의해서 녹음되었다.
그리고 진행되는 이 기획을 위해 사마레와 마추카 팀에 호주의 음악학자 존 앨런 필립스와 독일의 음악학자 겸 지휘자 벤야민 구나르 코어스(Benjamin Gunnar Cohrs)가 가세하면서 기획이 본격적으로 시작됐다.. SMPC란 "사말레, 마추카, 필립스, 코어스"의 4명의 머리글자이다.
1986년 사말레와 마추카 두 사람은 1983년부터 84년 조사에 의해 그동안 알려지지 않았던 상당수의 4악장의 신자료를 발견하기에 이르렀다. 다만 앞서 서술한 사말레 마추카의 제1판에서는 그것이 반영되어 있다고 말하기 어려워, 학회에서도 진음악 취급을 받고 있었다. 이 상황을 타개하기 위해 필립스와 코어스가 가세했다. (다만 마추카는 개인일정으로 바쁜대다 작업 열의를 잃었다며 87년부터 하차하게 됐다.)
마침내 1990년, 철저한 분석이 시도돼 SMPC 제2판본이 탄생했다. 이는 쿠르트 아이히호른 지휘, 린츠 브루크너 오케스트라 연주로 카메라 타 동경에서 녹음하여 각광을 받았다. 이 아이히호른반에서 연주시간은 약 30분. 1996년에는 필립스가 단독으로 개정을 했다. 요하네스 빌트너 지휘의 베스트팔렌 필하모닉 오케스트라에 의해 낙소스사에서 녹음되었다.
이 판본에서는 재현부에서 푸가가 되는 제1주제, 호른에 의한 새로운 동기, 제2주제를 거쳐 교향곡 6번, 테 데움 등의 동기를 인용한 후 코랄의 재현, 호른의 동기와 제1악장 제1주제의 인용(여기부터가 보필이 됨)을 거쳐 전 휴지. 코다에서는, 막스 아우어의 브루크너전의 기술등에 근거하여, 전 4악장과 테 데움 동기, 그리고 테 데움 동기와 코랄이 대위법적으로 동시진행하는 곳에서 클라이막스가 되어, 전 휴지. 그리고 라장조로 돌아서 최약음으로 시작되는 테 데움 동기, 생명이 긴 「찬가」로 포르테에 의해 마무리된다.
4악장의 마지막에 대해서는 죽기 1년 전인 1895년 브루크너 자신이 제2악장 할렐루야를 힘차게 가져와 사랑하는 신을 찬양하는 찬가로 끝낼 것이라고 말했다(의사 리하르트 헬러의 증언에 따른). 필립스는 이 할렐루야를 교향곡 8번 2악장 트리오의 25마디 이후 부분(D-E-F#-A-D)이라고 추정하고 이를 토대로 코다를 보필했다. (후술한 Letocart판에서는 이 곡의 제2악장 첫머리의 동기를 사용하고 있다) 아이히호른반에, 필립스 자신에 의한 보례 첨부의 해설이 실려 있다.
2004년 코어스의 최신 조사에 의해 약기된 스케치에서 완전히 사라진 푸가부의 8페이지 상당 내용을 복원할 수 있게 되었다. 다만 이 시점에서 필립스와 코어스가 의견 대립으로 심한 논쟁올 벌였고 결과적으로 2005년의 3차 개정 작업 직전에 필립스는 이탈했다. 결국 사말레와 코어스 둘이 남아 둘이서 함께 자료를 찾아서 보필하여 신판이 나왔다. 1996년부터 SMPC판을 저본으로 한 사말레와 함께 현재 Breman & Rom 2004(뮌헨)에서 출판되고 있는 유일한 공개비판 판본이다. 구텐베르크 재단이 기부적으로 정서한 교정보고가 영어판도 포함해서 200페이지 가까이 된다. 전665마디. 마르크스·보쉬의 지휘에 의해 녹음되었다. 1-3악장까지 템포가 상당히 빠른 보쉬 음반에서 연주하는 시간은 20분 정도이다.
그 후, 사말레와 코어스는 2008년에 다시 개정하여 같은 해 9월 28일에 유아사 타쿠오 지휘 아시야 교향악단이 일본 초연하였다.
2011년의 마지막 개정판에서는 코다가 개정되어 같은 해 10월 15일에 프리데만 레이어 지휘의 네덜란드 브라반트 오케스트라가 브레다에서 초연했다. 그 뒤 2012년 2월 7~9일에 사이먼 래틀 경 지휘와 베를린 필하모닉 오케스트라의 연주로 정식 초연되었고 연주가 끝나자 래틀 경은 편집자 4명을 소개했고 이들은 관객들의 뜨거운 박수갈채를 받았다. 그리고 공식판본이자 마지막 개정판의 녹음은 베를린 필의 연주와 동시로 이루어져 EMI로부터 발매되고 있다. 647마디 중 브루크너가 완전히 총보로서 올린 것은 207마디이며 교정자의 완전한 보필 부분은 37마디에 그친다. 제3, 4판본과의 최대의 차이는, 코더의 클라이맥스 후의 총휴지가 없어져, 단락없이 라장조의 '찬가'를 이어 짧게며 장엄하게 종결하는 것이다. 또한 이 래틀 음반은 22분이 채 안 된다.

#### 샬러 완성판(2016년)
독일의 지휘자이자 오르가니스트 게르트 샬러는 2016년 이 교향곡의 4악장을 자신에 의해 보필 완성했다. 이 판본은 브루크너가 남긴 주석에 밀접하게 근거해 브루크너의 오리지널 초고를 이용해 가장 초기의 스케치에서 등 이용 가능한 모든 초본 소재를 고려해 최대한 남겨진 갭을 메우려 한 것으로, 최종적으로 전체적으로 736마디에 걸친 것이다.
또, 샬러는 지휘자로서의 경험이나, 브루크너의 작곡 기법을 브루크너의 11개의 교향곡 전체 사이클의 레코딩에 적용해 왔다는 경험에 근거해, 아카이브로부터의 소재를 악보내의 결손 부분에 보충하고 있으며, 그 결과, 오리지날의 초고에서는 불연속적인 악절조차 브루크너의 스타일로 쓰여진 것으로 들을 수 있다고 한다.
4악장 종결 푸가 부분은 샬라 보필의 중심 부분이라고 할 수 있다. 푸가에 깃든 고양된 대위법적 긴장은 교향곡 개시시의 주제 소재를 장조로 옮겨진 클라이맥스로의 도입으로 쓰이고, 8번과 마찬가지로 교향곡 전악장 주제의 복합적인 인용으로 쓰이고 있다. 4악장의 코다 부분을 완성하는 데 있어서 샬러는 과거 교향곡과 교향적 합창곡, 본 교향곡 외 악장의 주제 참조 등의 곡 소재를 회상시키는 방식으로 그간의 브루크너 작품들을 통한 주제와 동기를 이용하고 있다.
샬러판은 2016년 7월 24일 에이브라하 여름음악제 때 에이브라하 사원에서 필하모닉 페스티바에서 초연되어 프로필과 레벨로 녹음되었다. 연주시간은 약 25분.

#### 기타 보필판
오스트리아의 지휘자 에른스트 메르젠도르퍼(1969년), 네덜란드의 작곡가 Goverdus Henricus Hein's-Gravesande(1969년), Marshall Fine(1979년), 벨기에 오르가니스트 및 작곡가 Sébastien Letocart(2008년) 등의 종악장 보필판이 발표되었다.또, 남겨진 스케치를 근거로, 보필이 아닌 자유로운 작곡을 행한 케이스로는 고트프리트·폰·아이넴(1918년-1996년)의 「브루크너·디어로그 Op.39」(1971년 작곡)와 네덜란드의 지휘자 겸 작곡가, Peter Jan Marthe(2006년)가 들 수 있다.

## 같이 보기
- 로베르트 하스
- 레오폴트 노바크
- 9번 교향곡의 저주